# Jharoda Majra Burari
Jharoda Majra Burari é uma vila no distrito de North, no estado indiano de Deli.

## Demografia
Segundo o censo de 2001, Jharoda Majra Burari tinha uma população de 13 301 habitantes. Os indivíduos do sexo masculino constituem 56% da população e os do sexo feminino 44%. Jharoda Majra Burari tem uma taxa de literacia de 66%, superior à média nacional de 59,5%: a literacia no sexo masculino é de 72% e no sexo feminino é de 57%. Em Jharoda Majra Burari, 17% da população está abaixo dos 6 anos de idade.